# Italiaansche meren
De Italiaansche meren zijn volgelopen leemputten in de omgeving van de Nederlandse buurtschap Kotten in de Achterhoek.
De Italiaansche meren zijn in de periode 1896 tot 1917 gegraven ten behoeve van de steenfabricage door een Duitse steenfabriek net over de grens bij Kotten. De gewonnen leem werd door middel van karretjes, getrokken door paarden, vervoerd naar de Duitse fabriek. Nadat de fabriek failliet was gegaan kwam de leemwinning stil te liggen en liepen de leemputten vol met water. Vanwege de groenblauwe kleur werden de ontstane meertjes Italiaanse meren genoemd. Het is ook de naam van de gelijknamige camping, die bij de meertjes is gevestigd.